# Holcopasites eamia
Holcopasites eamia är en biart som först beskrevs av Cockerell 1909.  Holcopasites eamia ingår i släktet Holcopasites och familjen långtungebin. Inga underarter finns listade i Catalogue of Life.